# Processus d'affaires

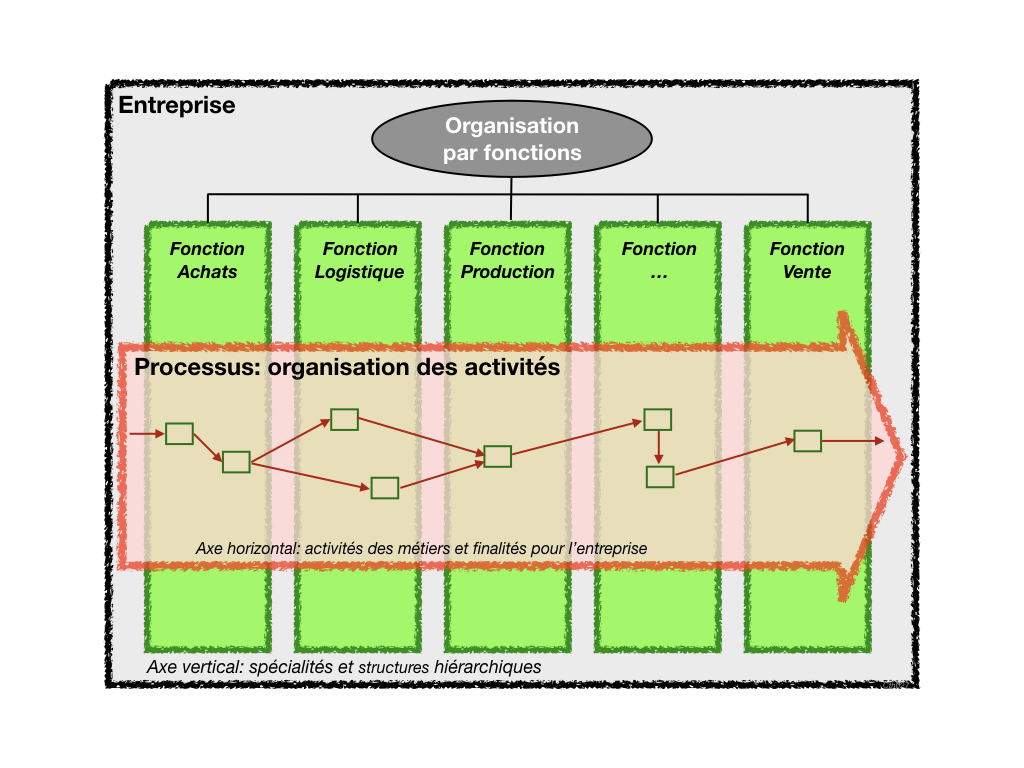
Les processus d'affaires : une vue de l'activité à travers les fonctions de l'entreprise.

Un processus d'affaires, également appelé processus métier ou processus d'entreprise ou processus opérationnel (en anglais « Business process »), est un ensemble d'activités corrélées ou en interaction qui contribue aux finalités des affaires d'une organisation. Il peut être structuré en procédés d'affaires, c'est-à-dire selon ISO 19510 en un ou plusieurs ensembles définis d'activités qui représentent les étapes nécessaires pour atteindre des objectifs relatifs aux affaires, y compris les flux et utilisations d'informations et de ressources.
Bien que le terme de « processus métier » soit souvent utilisé dans un sens général de manière interchangeable avec « processus d'affaires », il peut aussi être employé de manière plus restrictive pour marquer la différence entre les processus spécifiques au métier de l'entreprise et les processus plus généraux de support,,.

## Origine et évolution de la notion de processus d'affaires

### Morcellement des métiers en activités (duXVIIIeauXXesiècle)
L'idée du processus émerge au XVIIIe siècle, sans être nommée, en relation avec le concept de métier. En effet, en 1751 parait le premier tome de l'Encyclopédie ou Dictionnaire raisonné des sciences, des arts et des métiers de Diderot et d'Alembert, un ouvrage de référence qui décrit minutieusement de nombreux métiers. Le cinquième tome paru en 1755 contient par exemple un article de l'encyclopédiste Delaire relatant en détail les 18 étapes de la fabrication d'épingles, de l'arrivée du fil de laiton et son jaunissement, jusqu'à l'emballage du produit fini et ses débouchés. On ne parle alors pas encore de processus. Le terme procédé est, lui, déjà utilisé dans l'Encyclopédie pour décrire des techniques employées pour certaines étapes (exemple : procédés métallurgiques, ou différents procédés d’émaillage).
En 1776, l'économiste écossais Adam Smith publie Recherche sur la nature et les causes de la richesse des nations, ouvrage dans lequel il élabore sur la base d'un exemple très similaire, le principe de la division du travail source de productivité. L'industrialisation se développe en suivant ce modèle économique basé sur le principe de spécialisation.
Vers 1880, l'ingénieur américain Frederick Winslow Taylor approfondit ce principe de spécialisation avec l'organisation scientifique du travail sur laquelle se base le taylorisme. Les processus et les activités ultra-spécialisées deviennent la norme des industries de production de masse. En conséquence, les entreprises se structurent par fonction; ainsi, dès 1916, l'ingénieur français Henri Fayol identifie 6 grands groupes de fonctions, dont les fonctions techniques, commerciales, et financières.

### Recomposition des activités en processus d'affaires (depuis 1950)
Dans les années 1950, l'ingénieur japonais Taiichi Ōno cherche à fluidifier les processus de production de Toyota, et met au point les principes du juste-à-temps basé sur la réduction des délais et les inefficacités engendrés par un trop grand morcellement de l'activité et par un manque d'implication du personnel. À la même époque, l'américain Edwards Deming commence à propager sa théorie sur la qualité. Néanmoins, ces deux théories vont à l'encontre du taylorisme toujours en vogue. Ce ne sera donc que vers la fin des années 1970 que se popularisent les principes du management par la qualité totale (TQM) et la vision plus complète que celle-ci requiert sur les activités.
Les années 1980 voient alors renaître un intérêt managérial pour les processus vus dans leur globalité, que ce soit du point de vue de la stratégie, des finances ou des opérations. En 1985, l'économiste Michael Porter développe ainsi dans son ouvrage Competitive Advantage la notion de chaine de création de la valeur. Celle-ci s'articule autour d'« activités » transverses de l'entreprise et de combinaisons d'activités au travers de plusieurs entreprises. Son analyse ne s'intéresse alors pas aux aspects opérationnels ou organisationnels, mais aux avantages concurrentiels qu'offre une bonne combinaison de segments stratégiques avec des synergies entre processus. En 1986, le Consortium for Advanced Manufacturing International (CAM-I) publie de son côté Cost Management in Today's Advanced Manufacturing Environment: The CAM-I Conceptual Design, qui définit l'analyse de coûts par activité (ABC), et son corollaire, une analyse financière des processus. Enfin, en 1987, l'Organisation Internationale de Normalisation (ISO) adopte la norme de management de la qualité ISO 9001, qui se base sur une approche par processus.
Dans les années 1990, le concept de ré-ingénierie des processus d'affaires se développe, capitalisant sur l'approche par les processus et les possibilités qu'offrent les nouvelles technologies, pour « repenser les processus d'affaires ». Les processus d'affaires confortent ainsi leur place dans la boite à outils du management pour planifier, gérer et optimiser la conduite des affaires.

## Principes
Un processus d'affaires correspond à un ensemble cohérent d'activités relatif aux affaires d'une organisation privée ou publique. Il regroupe des activités corrélées ou en interaction, réparties au travers des structures organisationnelles et concourant à une même finalité. Un processus d'affaires peut être découpé en processus plus simples, jusqu'à en arriver aux activités élémentaires.

### Catégorisation des processus d'affaires
Les processus peuvent être catégorisés par niveau de synthèse : 
- Au plus haut niveau, on distingue les processus d'entreprise. Ils désignent les grandes familles d'activités de l'entreprise, comme le développement de la stratégie, le développement de produits, le développement de capacités de production, et l'exécution des commandes. Ce sont des processus transverses auxquels participent plusieurs directions/fonctions d'entreprise. Une cartographie de ces processus présente de façon synthétique la structure de l'ensemble des activités, au même titre que l'organigramme présente la structure de l'organisation[16].
- À un niveau intermédiaire on distingue les processus métiers. Ils désignent des processus propres à une famille de métiers, comme les processus de production, les processus financiers, et les processus logistiques. Ce sont des processus propres à un métier (éventuellement décliné par marché ou secteur d'activité) ou à l'une des grandes fonctions de l'entreprise[17].
- Au bas de l'échelle on trouve l'activité élémentaire, pour laquelle il n'y a pas de sens à la découper davantage. La norme ISO 19510 désigne ce type d'activités par le terme « tâche »[3].

Cette terminologie n'est toutefois pas utilisée de manière homogène. En effet, les termes « processus d'entreprise » et « processus métier » sont souvent utilisés de façon interchangeable pour désigner un processus d'affaires sans nécessairement faire la distinction qui peut exister (par exemple entre l'anglais « business process » et « enterprise process » ou entre en allemand entre « Geschäftsprozess » et « Unternehmensprozess »).
Les processus peuvent également être catégorisés en fonction de leur finalités. C'est l'approche qu'a utilisée par exemple American Productivity and Quality Center (APQC), c'est-à-dire le Centre américain pour la productivité et la qualité pour son référentiel de classification de processus, dont l'un des objectifs est aussi de faciliter les comparaisons entre différentes entreprises d'un même secteur d'activité.

### Description et analyse des processus d'affaires
Les processus d'affaires sont nommés :  
- soit par le début et la fin de l'activité, dans le cas de processus complexes, afin d'éviter la confusion avec le nom d'une direction (par exemple : « concept à prototype » au lieu de développement produit ou « prospect à commande » au lieu de ventes)[16] ;
- soit à l'aide d'un verbe, pour éviter la confusion avec le résultat du processus (par exemple : « payer les factures », « traiter les commandes clients » et « facturer les clients »)[17].

Pour chaque processus on peut clarifier les limites avec les autres processus, décrire les objectifs et les activités, et identifier les entrées (par exemple matières, finances, travail, informations) qui seront consommées par le processus, les sorties (c'est-à-dire les produits par exemple matériels, financiers, ou services intangibles) qui seront produites, les entités organisationnelles ou acteurs impliqués, ainsi que les fournisseurs et clients internes ou externes.

### Représentation et modélisation des processus d'affaires

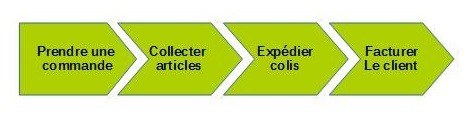
Processus commande à facture sous forme de chaine

Les processus peuvent être représentés par exemple sous forme :  
- arborescente, pour montrer la décomposition ;
- de liste hiérarchique avec une numérotation décimale pour montrer les différents niveaux de décomposition ;
- de chaîne de valeur ou de chaîne de processus schématisant la succession d'activités ;
- d'un organigramme avec ou sans répartition des étapes par entité organisationnelle ou par chronologie ;
- d'un modèle de processus d'affaire en suivant la notation de la norme ISO/CEI 19510.

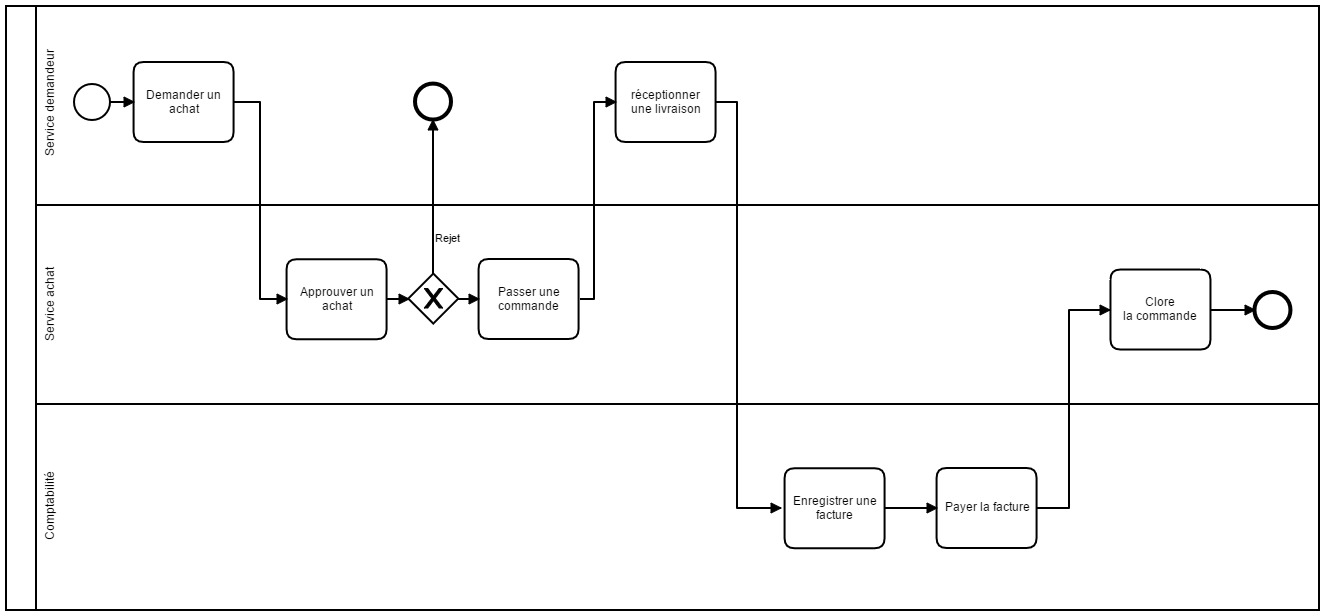
Exemple de schéma BPMN pour un processus

Au-delà de la simple représentation textuelle ou graphique des processus d'affaires à des fins de partage de connaissances, les différentes techniques de modélisation de processus peuvent être appliqués aux processus d'affaires, à des fins d'analyse, de simulation, de conception ou de mise en œuvre.

### Application des processus d'affaires
La principale application des processus d'affaires est la conduite des affaires. En effet, selon Hammer et Champy, « Les processus n'ont pas été inventés pour que l'on écrive à leur sujet. Chaque entreprise sur la planète est constituée de processus. Les processus sont ce que les entreprises font ». L'analyse de l'entreprise sous l'angle de ses processus d'affaires et la modélisation de ceux-ci ont de nombreuses applications, et en particulier :  
- le management des processus d'affaires, pour gérer l'exécution des activités et suivre les performances ;
- le management de la qualité, pour définir améliorer la qualité de l'exécution des processus industriels et de leurs produits ;
- l'optimisation de processus, pour améliorer les déroulement des processus et la création de la valeur ;
- la réingénierie des processus d'affaires, pour repenser radicalement les activités de l'entreprise, y inclus sa stratégie[20] ;
- dans les études d'impacts, par exemple pour anticiper les effets d'opérations de fusions/acquisitions ou de partenariats ;
- dans la méthode des coûts par activité, qui analyse la formation des coûts par activité et mesure la performance des processus transverses.

## Concepts voisins

### Processus, procédé et procédure
Les termes processus, procédé et procédure sont voisins. Ils ont pour même origine le verbe latin « procedere », qui signifie « aller de l'avant, progresser », mais portent des nuances dans leur signification :    
- Un processus est un ensemble d’activités en vue d'une même finalité. Ainsi par exemple, la norme ISO 9000 dans sa révision de 2015 définit le processus comme un « ensemble d'activités corrélées ou en interaction qui utilise des éléments d'entrée pour produire un résultat escompté »[22] ;
- Un procédé est une technique, une méthode ou une pratique pour obtenir un résultat déterminé. Ainsi par exemple, la norme ISO/CEI 19510 définit un procédé d'affaires comme « un ensemble défini d'activités d'affaires qui représente les étapes nécessaires pour atteindre un objectif d'affaires. il inclut les flux et utilisations d'informations et de matière »[23] ;
- Une procédure est un ensemble de formalités, démarches et règles à appliquer dans une situation déterminée[21]. Elles décrit de façon précise la succession de tâches à réaliser, les rôles et responsabilités, ainsi que les règles et critères applicables. Elle est complétée par des modes opératoires qui précisent pour chaque tâche de la procédure, les instructions à suivre par un agent pour l'exécuter.

En pratique, il est souvent difficile de distinguer un processus et un procédé. En effet, selon les définitions ci-dessus, un processus se distingue du procédé en ce qu'il ne présuppose pas une technique, une méthode ou une pratique définie pour atteindre son objectif. Toutefois, lorsqu'il est analysé, que ses activités sont décrites en détail, et qu'il est mis en œuvre de manière systématique, le processus répond alors également à la définition d'un procédé. Par ailleurs, les deux termes se traduisent en anglais par « process ».

### Processus d'affaires, gestion administrative, gestion par affaire et management de projets
Le processus d'affaire est un terme générique qui couvre tous les processus des entreprises privées et organisations publiques. Il n'est pas limité aux processus de gestion administrative. Le terme généralise la notion de processus tel qu'il a été utilisé dans le contexte du management de la qualité. Celui-ci était en effet défini, avant la version 2015 de ISO 9001, comme un processus de transformation, ce qui lui donnait une connotation de processus industriel ou de processus de production.
Le processus d'affaire ne doit pas être confondu avec la gestion par affaire. Dans le domaine de l'ingénierie, la gestion par affaire est un mode de gestion qui « a pour but d'organiser et de suivre chaque affaire du devis jusqu'à l'installation sur site et éventuellement l'après-vente ». Une affaire correspond alors à un système complexe conçu, réalisé ou configuré pour répondre à un besoin client et correspond à un projet client. La gestion par affaire correspond donc à une configuration particulière de processus (en anglais « engineer to order »).
Le processus d'affaire n'a pas nécessairement une vocation de permanence, de continuité ou de répétitivité. Un processus peut être ainsi être lui-même défini en résultat d'un autre processus. Ainsi la norme ISO 21500 définit un projet comme étant « un ensemble unique de processus, constitués d’activités (...) pour atteindre les objectifs du projet ».

### Processus d'affaires et entreprise étendue
Les processus d'affaires couvrent par définition toutes les activités internes de l'entreprise. Celles-ci comprennent également les activités relatives aux échanges avec l'extérieur, qu'il s'agisse de partenaires commerciaux (par exemple : clients, fournisseurs, sociétés du groupe) ou de partenaires institutionnels (par exemple : banques, investisseurs, État).
Une intégration plus approfondie des processus internes de l'entreprise avec les processus métiers de ses partenaires, par exemple à l'aide d'interconnexions entre systèmes d'information, permet de constituer une entreprise étendue et de bénéficier de gains d'efficacité dans la chaine de valeur globale. C'est une alternative flexible par rapport à une stratégie de Croissance par adjacence.

## Technologies

### Les progiciels de gestion intégrés et les ERP
Les progiciels de gestion intégré (PGI), également appelés ERP (acronyme de l'anglais « Enterprise Resource Planing » c'est-à-dire « planification des ressources de l'entreprise ») sont apparus dans les années 1970, initialement pour répondre à un besoin de planification intégrée dans le domaine de la gestion de production. Ils se sont développés dans les années 1980 pour couvrir l'ensemble des activités de l'entreprise.
Avec leurs fonctions logicielles intégrant les différentes activités et données de l'entreprise selon un modèle de processus d'affaires standardisé et éprouvé, les ERP sont un facilitateur pour la mise en œuvre de processus d'entreprise efficaces. Toutefois, l'implémentation de ces systèmes doit s'accompagner d'un changement dans la définition des processus d'affaires existants. De plus, il est nécessaire d'identifier les processus d'affaires qui correspondent au cœur de métier et qui sont source d'avantages concurrentiels pour veiller à ce que la standardisation imposée par l'ERP ne cause pas la perte de cet avantage.

### L'échange de données informatisé et le commerce électronique
Dès les années 1980, mus par la recherche de gains de productivité, certains secteurs d'activités commencent à interconnecter les systèmes d'informations de clients et des fournisseurs. On ne parle pas encore de commerce électronique, mais d'échange de données informatisées (EDI). Le but est alors de gagner en efficacité dans les processus d'affaires en automatisant la passation de commande et la facturation. En France, le secteur automobile se dote ainsi dès 1984 de GALIA pour réfléchir aux formats informatiques d'échange. En 1988, l'Organisation Internationale de Normalisation (OSI) adopte EDIFACT, une norme élaborée par l'UN/CEFACT qui définit des messages électroniques standardisés pour un large éventail de transactions commerciales.
Dans les années 2000, le commerce électronique et en particulier le commerce électronique entre entreprises se développe sous l'impulsion d'internet, dont les technologies sont plus souples et moins onéreuses à mettre en œuvre que celles utilisées pour EDIFACT, Cette évolution technologique est un facilitateur pour intégrer les processus d'affaires et concevoir une gestion de la chaîne logistique étendue en bénéficiant de l’interopérabilité des systèmes. En 2004, l'ISO lance la série de normes ISO 15000, élaborée conjointement par UN/CEFACT et OASIS, qui définit la technologie ebXML qui vise à simplifier le commerce électronique et réduire les coûts par une standardisation accrue.

### L'orchestration des processus et le workflow
Les technologies liées au workflow (c'est-à-dire « flux de travaux » en français) et à l'exécution de processus métiers se développent à partir des années 2000. Leur but est de faciliter la mise en œuvre informatique des processus d'affaires, avec des mécanismes qui vont automatiser la coopération entre plusieurs systèmes (dont des systèmes des clients ou des fournisseurs) pour dérouler les étapes dans le bon ordre, et en appliquant les règles.
Ces technologies reposent en particulier sur des moteurs de workflow et les chorégraphies de services web. Techniquement, ces solutions ont été rendues possibles à la suite d'un côté de l'émergence de langages informatiques de description de processus d'affaires, dont XPDL en 1998, et surtout BPEL en 2004, de l'autre le recours accru à des architectures informatiques orientées services et des services web, deux technologies facilitant l’interconnexion et l’interopérabilité de systèmes. Toutefois, c'est la naissance de la technique de modélisation BPMN en 2004 et son adossement à BPEL à partir de 2006, qui permettra de lier la technologie au monde métier des processus d'affaires.

### L'approche de transversalité
L’approche transversale représente un aspect très approfondi sur la gestion des processus et systèmes de l’entreprise. Elle permet d’optimiser et d’améliorer la performance des entreprises à travers des analyses détaillées pour transformer la structure organisationnelle et améliorer l’efficacité et l’efficience des processus.
L’approche transversale met l’accent sur les processus et le flux de travail plus que sur les fonctions de chaque tâche. Elle favorise alors la vision de l’organisation pour la collaboration des individus de différentes disciplines et fonctions de l’entreprise. Cela implique de mettre l’effort sur la communication, la coordination et la coopération.
Les processus alors dits transversaux sont des suites d’activités qui donnent un output de valeur pour le client final. De plus, elle permet de mettre l’accent sur le flux informationnel entre les différents départements et fonctions de l’entreprise. Elle permettra ainsi de surmonter le problème lié à la division du travail et la répartition des tâches spécialisées.
L’approche transversale offre aussi une transversalité des activités qui permet d’offrir un service ou un bien orienté client. Elle mettra ainsi l'accent sur le flux d’information qui offrira une description de l’entreprise d’un point de vue modes opératoires.
Le meilleur exemple qui décrit le plus cette approche de transversalité est le progiciel de gestion intégré ou communément reconnu sous le nom de PGI. Les PGI permettent alors une communication à travers les différents département et fonction d’une organisation.
Afin de bien réussir l’intégration de cette approche de transversalité, la réingénierie des processus est une étape très importante qui favorise la coordination et élimine les intermédiaires.
En somme, l’approche transversale transforme la gestion des processus de l’entreprise et assure ainsi une meilleure performance et une efficacité opérationnelle grandissante